# Bibliotekarz dyplomowany
Bibliotekarz dyplomowany – najwyższy stopień naukowo-zawodowy w bibliotekarstwie polskim, nadawany pracownikom bibliotecznym oraz pracownikom ośrodków informacji po złożeniu komisyjnego egzaminu państwowego. Zgodnie z art. 108 ustawy z dnia 27 lipca 2005 r. Prawo o szkolnictwie wyższym (Dz.U. z 2017 r. poz. 2183, ze zm.) bibliotekarze dyplomowani byli nauczycielami akademickimi. 
W Polsce z 30.000 bibliotekarzy, dyplomowanymi jest ok. 400 osób.